# 東舞鶴郵便局
東舞鶴郵便局（ひがしまいづるゆうびんきょく）は、京都府舞鶴市にある郵便局。民営化前の分類では集配普通郵便局であった。

## 概要
住所：〒625-8799 京都府舞鶴市浜760-1

### 分室
分室はなし。過去に存在した分室は以下のとおり。
- 敷島分室 - 1967年（昭和42年）に廃止。

## 沿革
- 1901年（明治34年）5月15日 - 東舞鶴郵便電信局（二等）として開設[1]。
- 1903年（明治36年）4月1日 - 通信官署官制の施行に伴い東舞鶴郵便局となる。
- 1904年（明治37年）11月1日 - 新舞鶴郵便局に改称[2]。
- 1938年（昭和13年）9月1日 - 東舞鶴郵便局に改称[3]。
- 1940年（昭和15年）11月27日 - 等級を二等から一等に改定[4]。
- 1946年（昭和21年）12月1日 - 電話分室を廃止[5]、敷島分室を設置[6]。
- 1954年（昭和29年）6月16日 - 敷島分室にて電話通話事務の取扱を開始[7]。
- 1956年（昭和31年）10月5日 - 敷島分室にて和文電報受付事務の取扱を開始。
- 1967年（昭和42年）12月16日 - 敷島分室を廃止。
- 1968年（昭和43年）12月2日 - 和文電報受付事務および電話通話事務を開始。
- 2000年（平成12年）8月14日 - 外国通貨の両替および旅行小切手の売買に関する業務取扱を開始。
- 2006年（平成18年）9月19日 - 西大浦郵便局から「625-01xx」区域の集配業務を移管[8]。
- 2007年（平成19年）10月1日 - 民営化に伴い、併設された郵便事業東舞鶴支店に一部業務を移管。
- 2012年（平成24年）10月1日 - 日本郵便株式会社の発足に伴い、郵便事業東舞鶴支店を東舞鶴郵便局に統合。

## 取扱内容
- 郵便、印紙、ゆうパック、内容証明
- 貯金、為替、振替、振込、国際送金、外貨両替・トラベラーズチェック、国債、投資信託
- 生命保険、バイク自賠責保険、自動車保険
- ゆうちょ銀行ATM
- 「625-00xx」「625-01xx」区域（舞鶴市内の東部地区（東舞鶴地区））の集配業務
- ゆうゆう窓口

## 周辺
- 舞鶴共済病院
- 舞鶴市立白糸中学校
- 国道27号
- 与保呂川

## アクセス
- JR舞鶴線・小浜線 東舞鶴駅から北へ約400m（徒歩約7分）
- 京都交通バス 実業会館前停留所下車
- 舞鶴若狭自動車道 舞鶴東ICから北西へ約3.5km
- 駐車場あり：13台